# Terminator 3 : La Guerre des machines
Terminator 3 : La Guerre des machines (Terminator 3: War of the Machines) est un jeu vidéo de tir à la première personne principalement multijoueur développé par Clever's Games et édité par Atari Inc., sorti en 2003 sur Windows.

## Accueil
- Jeuxvideo.com : 6/20[1]